# Чарльз Монтгомери Бёрнс
Чарльз Монтгомери Плантагенет Шикльгрубер Бёрнс,  Мистер Бёрнс,  Монти Бёрнс — один из главных персонажей мультсериала «Симпсоны», в некоторой степени он антагонист данного сериала. Владелец Спрингфилдской атомной электростанции, хотя и не бессменный.

## Характеристика
Бёрнс сказочно богат, и благодаря своему статусу спрингфилдского плутократа имеет возможность делать всё, что пожелает, без каких-либо последствий.
Почти всегда за ним ухаживает его помощник Вэйлон Смитерс.
Имена родителей Бёрнса — Дафни и Клиффорд. Имя и фамилия Монтгомери Бёрнса — шотландские, что намекает на стереотип о скупости шотландцев (в одном из эпизодов показан фамильный портрет, на котором мистер Бёрнс или его предок изображён в килте).
Мэтт Грейнинг в интервью Portland Tribune пояснил, что имя для Бёрнса ему подсказало название Парка Монтгомери.
Принято считать, что внешность Мистера Бёрнса Мэтт Грейнинг списал с норвежского промышленного магната Фреда Олсена, который часто появлялся в американских новостях в конце 80-х.
Изначально его звали Монтгомери Бёрнс, но в эпизоде «Two Cars in Every Garage and Three Eyes on Every Fish» он закричал: «Ты не сделаешь этого со мной, я — Чарльз Монтгомери Бёрнс!», что было парафразом реплики из фильма «Гражданин Кейн»: «Ты не сделаешь этого со мной, я — Чарльз Фостер Кейн!».
Его любимое слово «Превосходно!» (англ. Excellent), которое он бормочет себе под нос зловещим голосом, перебирая пальцами.
Бёрнс зависит от Смиттерса, который выполняет все его просьбы от похищения людей до обслуживания за завтраком.
Бёрнс изначально задумывался как главный злодей сериала, его появление часто сопровождается Имперским маршем из «Звездных войн». Однако его старческая дряхлость и беспомощность стали постоянным поводом для шуток. К примеру, он настолько слаб, что неспособен отобрать конфету у годовалого ребёнка или даже раздавить муравья. Легко сбивается с ног ветром и даже собственной тысячедолларовой купюрой. А также, он может быть поднят пузырьками от любого напитка например от шампанского, или от простой газировки. В серии «Double, Double, Boy in Trouble» сообщает Барту, что его вес равен весу одежды и ключей. Также, в 18 серии 5 сезона едва не тонет в ванной, не в силах выдержать вес небольшой мочалки.
Бёрнс почти никогда не помнит своего работника Гомера Симпсона (что странно, учитывая их богатую историю взаимоотношений), и Смитерс каждый раз вынужден напоминать его имя. Гомер относится к Бёрнсу каждый раз по-разному: то трепещет перед начальственным лицом, то общается панибратски, то откровенно хамит ему. В 25 серии 6 сезона обыгрывается забывчивость Бёрнса — Гомер ненавидит его за это и даже пытается убить.
В 7-й серии восьмого сезона можно видеть, что его телефонный номер 555-0001.
В 21-й серии 8-го сезона Мистер Бернс обанкротился, и Лиза Симпсон помогла ему восстановить состояние.
В 21-й серии 5-го сезона показывается, как жестокий самолюбивый старик.
В 15-й серии 14-го сезона стрелял в Гомера, когда тот стал владельцем АЭС по его же распоряжению, после чего уволил самого Бёрнса.
В 6-й серии 22 сезона «The Fool Monty», выясняется, что добрыми поступками Бёрнс приближает себя к смерти, а верша зло, вновь продлевает свою жизнь.

## Возраст
По поводу возраста Бёрнса среди зрителей ведутся дискуссии, кроме того, временной парадокс сериала постоянно сдвигает дату его рождения в соответствии с новыми сериями. В настоящее время (2018 год) День его рождения обозначен 15 сентября 1920 года. Хотя однажды в эпизоде «Simpson and Delilah» (вышла в 1990 году), когда Гомер становится управляющим и высказывает предположение, что Бёрнсу 102, тот отвечает, что ему 81. Возраст Бёрнса и постоянные намёки на его невероятную старость — одна из повторяющихся шуток сериала. Однако в ретроспективном эпизоде, когда дед Симпсон рассказывает Барту истории Второй мировой войны, упоминается заносчивый рядовой у сержанта Симпсона (хотя также упоминалось, что Бёрнс как самый богатый человек в городе на самом деле имел более высокий ранг, однако дед Симпсон поясняет, что Бёрнс был временно разжалован, «потому что мешал расследованию Эдгара Гувера»).
В серии «Lisa the Tree Hugger» упоминается, что Бёрнс самый старый человек в городе.
В серии Burns, Baby Burns Бёрнс рассказывает о знакомстве с матерью своего сына Ларри, упоминает встречу выпускников в 1939 году (на это так же указывает показ «Унесённых ветром» который смотрели Бёрнс и Лили), из чего следует, что он получил диплом Йельского Университета в 1914 году.
В сериале встречались утверждения, что Бёрнс получил долголетие от Сатаны, а также, что специальные еженедельные медицинские процедуры, после которых он находится в неадекватном состоянии и светится изнутри (серия The Springfield Files), позволяют ему продлить жизнь ещё на неделю. (В одном эпизоде содержится аллюзия на роман Оскара Уайльда «Портрет Дориана Грея»).
У Бёрнса та же группа крови, что и у Барта Симпсона. После переливания крови от Барта Бёрнс стал удивительно бодр и энергичен (что пародирует известный сюжет о колдунах, продлевающих свою жизнь при помощи крови младенцев).
В 4 серии 15 сезона Бёрнс при снятии денег с банкомата вводит четырёхзначный пин-код, который соответствует его возрасту, хотя возможно первое нажатие это «0» или четвертое нажатие это «Ввод».
В 12 серии 11 сезона Бёрнс утверждает, что ему больше ста лет.
В 4 серии 13 сезона пассия мистера Бёрнса спрашивает у него, как веселятся люди в 104 года.
В 17 серии 23 сезона Монтгомери говорит Гомеру «перед лицом смерти», что на самом деле ему четырёхзначное число лет.
Причина смерти родителей (как признаётся сам Монтгомери Бернс) — это попытка помешать ему.
В 8 серии 20 сезона «Мистер Бёрнс и пчёлы» Бёрнс поёт гимн Австро-Венгрии, как своей родины, якобы не зная о её развале. Также он не знает о смерти эрцгерцога австрийского Франца Фердинанда, умершего 28 июня 1914 года. Позже Смитерс объясняет ему ключевые события после развала Австро-Венгрии (Первую Мировую войну и т. д.) от чего Бёрнс приходит в ужас. Соответственно Монтгомери мог родиться во времена Австро-Венгрии (до 1914 года).
В 7 серии 23 сезона Бёрнс упоминает, что спасся с «Титаника», сделав плот из тел пассажиров 3-го класса.
Также в одной из серий он говорит Лизе, что он старше Теодора Рузвельта на семь-восемь лет. А Теодор Рузвельт родился в 1858 году.

## Биография

### Детство
Родился, предположительно, в марокканском Танжере, в то время бывшим международным городом. В редких ретроспективных эпизодах показано детство Бёрнса. Когда Монтгомери был совсем маленьким, он счастливо жил с его родными любящими родителями, младшим братом и медвежонком Бобо. (Однако в серии «Double, Double, Boy in Trouble» Бёрнс рассказывает Барту, что был младшим из 14 детей, однако все они умерли раньше него, в результате чего он стал единственным наследником состояния своих родителей; при этом Бёрнс прозрачно намекает, что имел прямое отношение ко всем этим несчастным случаям). Очевидно, родители даже называли его «Счастливчик». В серии «The Mansion Family» Бёрнс в больнице указывает причину смерти родителей: «Мешали мне».
Бёрнс рано выбрал путь хитрого миллиардера (реминисценция на фильм «Гражданин Кейн»). Мать Бёрнса всё ещё жива, хотя ей уже 122 года (по данным Смитерса) и Бёрнс очень обижен на неё за это. Его детские воспоминания обычно показываются раскрашенными под сепию, имитируя стиль кинематографа начала XX века.
Семья Бёрнсов в начале XX века владела «атомной мельницей», нанимая сильных рабочих, которые расщепляли атомы методичными ударами молота (дед Бёрнса однажды замуровал живьём своего рабочего, который украл шесть атомов). Будучи избалованным ребёнком, Бёрнс развлекался тем, что вредил несчастным рабочим-иммигрантам (один из эпизодов показывает маленького Монти, пинающего рабочего с Кони-Айленда). Он и его семья обычно показываются как классические капиталисты — эксплуататоры: он нанимает иммигрантов как рабскую рабочую силу, он говорил, что ездил верхом на толстом мужчине, и когда Мардж предложила «тему дня» — исправление нравственности рабочих, он выдвинул идею «детский рабочий день». Следя за своими работниками по видеомонитору, он непременно произносит в их адрес оскорбительные выражения.
В 1914 году Бёрнс получил диплом Йельского университета, где он вступил в секретное общество «Череп и кости». Он мог иметь дело с самой графиней фон Цеппелин. Он утверждал, что был лично знаком с президентом США Калвином Кулиджем и ухаживал за дочерью германского императора Вильгельма II с целью разузнать, где Гогенцоллерны спрятали свои драгоценности.
В 1939 году Бёрнс приходит на встречу 25-ю годовщину выпускников по колледжу, где встречает Лили Бэнкрофт (впоследствии ставшую матерью Ларри Бёрнса). Родители Лили заставили её отдать сына в сиротский приют, затем, как говорит Бёрнс, они «упекли её в монастырь в южных морях». Он не видел своего сына, пока уже взрослый Ларри сам не нашёл его в Спрингфилде. Когда произошла встреча, Бёрнс был очень смущен грубостью своего отпрыска, Гомер же придумал план «похищения» Ларри, чтобы заставить его отца полюбить его. Однако план провалился и Ларри покинул Спрингфилд.
В 12 сезоне 11 серии номер карты мед. страхования Бёрнса 0000002, он чертыхается с досадой, что его обогнал Рузвельт. Тогда, следовательно, Бёрнс родился в 1880-х годах.
В «C.E. D’OH» Бёрнс проговаривается, что у него была невеста Гертруда. Но поскольку он трудоголик, он пропустил не только их свадьбу, но и развод. «Она умерла от одиночества. Одиночества и диабета».

### После Второй мировой войны
Бёрнс служил в армии во время Второй мировой войны, участвовал в военных действиях в Европе будучи в подчинении у сержанта Абрахама Симпсона. Однако Бёрнс мог также работать и в нацистской Германии, о чём он часто упоминал. Он замечает: «Шиндлер и я были как горошины в стручке. Мы оба владеем фабриками, и оба делали гробы  для нацистов». Также в серии American HIstory X-cellent, при обыске Бёрнса находится удостоверение о том, что он служит СС. Также в одном из эпизодов, Бёрнса можно увидеть играющим в игральный автомат на тему Второй мировой войны, но когда он видит свастику на немецком танке, он говорит: "Погодите, я что, стреляю в нацистов? Обычно было наоборот."
После окончания войны правительство США в рамках плана Маршалла выпустило купюру достоинством в один триллион долларов, и Бёрнс должен был доставить её самолётом в Европу. Но по дороге «деньги пропали». История триллиона долларов описывается в серии «The Trouble With Trillions». Согласно эпизоду, на момент изготовления купюры в триллион долларов Монтгомери Бёрнс являлся «самым богатым человеком Америки». В результате событий, происходящих в серии, банкнота в триллион долларов, которая до этого хранилась в бумажнике Бёрнса, по вине Гомера Симпсона попадает в руки Фиделя Кастро и помогает тому продолжать строить на Кубе коммунизм.
А в серии «Midnight Rx» Монтгомери, рассказывая о созданном им деревянном самолете «Фанерный Пеликан», произнес: «Я взлетел на два метра, и пролетел полтора, затем выяснилось, что от дождя он загорается. А после фюрер меня выгнал». Это пародия на построенный в 1947 году американским миллионером и авиатором Говардом Хьюзом гигантский деревянный самолет Hughes H-4 Hercules, совершивший один-единственный полет на крайне низкой высоте и неофициально прозванный «Еловым Гусем» (Spruce Goose). Поведение Бёрнса в эпизоде «$pringfield (Or, How I Learned to Stop Worrying and Love Legalized Gambling)», когда он, став владельцем казино и будучи одержимым параноидальным страхом перед микробами (которые кажутся ему вольными каменщиками), запирается в стерильном боксе и отпускает длинную бороду и ногти, пародирует аналогичное поведение того же Хьюза в последние годы жизни. При этом любовь Бёрнса к авиации никуда не исчезает, и он пытается под дулом револьвера принудить Смитерса к полету на умещающемся на ладони модели самолета "Spruce moose" (Еловый лось, так же отсылка к самолету Хьюза) собственной конструкции.
В 70-х годах XX века участвовал в разработке биологического оружия. Его планы сорвала мать Гомера.
В серии The Seemingly Never-Ending Story Бёрнс рассказывает о том, как однажды проиграл спор Богатому Техасцу, не выполнив последнее задание: он не смог сфотографироваться с улыбающимся ребёнком. Ставкой было его состояние, которое перешло Техасцу. Бёрнс устроился на работу в таверну Мо за 5 долларов в час и стал лучшим работником месяца. Атомную электростанцию Бёрнс вскоре вернул себе, деньгами, вынутыми из музыкального автомата, и фотографией Лизы Симпсон.

### Настоящее время
Мать Бёрнса жива, о чём сообщается в серии «Homer the Smithers». Она на половину парализована, ей 122 года, и, по словам Смиттерса, способна только набрать номер по телефону и орать.
Управляет Спрингфилдской атомной электростанцией. Неоднократно увольнял Гомера Симпсона. Его богатство позволяет обходиться без труда на станции и заниматься немыслимыми проектами (пример — закрыть солнечный свет большим заградителем).
Бёрнс славится равнодушным отношением к чувствам других людей, тем не менее, ему самому небезразлично отношение окружающих к его персоне. Время от времени он старается завоевать любовь простых граждан, но у него ничего не выходит. Тем не менее, в серии He Loves to Fly and He D'oh's, Бёрнс искренне отблагодарил Гомера за своё спасение.
Бёрнс увеличивает своё состояние любой ценой, и не гнушается даже простым воровством. Например, в 23 серии 6 сезона он крадет 200 долларов с прилавка магазина, а в 1 серии 19 сезона чуть не утонул в фонтане из-за одного цента. Также в эпизоде Old Money , когда Эйб пытался потратить на что-нибудь полезное для людей, к нему приходит Бёрнс и слезно умоляет дать 106000$, однако Эйб прогнал его и Монти поклялся отомстить ему за это, добавляя что "страшится дня, когда не унизится ради денег". Однако несмотря на свою скупость, в серии The Fool Monty мэр Куимби признается, что мистер Бёрнс единственный в Спрингфилде, кто платит налоги.
Состояние мистера Бёрнса постоянно меняется. Бёрнс то является одним из самых богатых людей мира, то просит Смитерса «еще раз заложить электростанцию». Так, в серии The Old Man and The Lisa он оказывается полностью разоренным и вынужден начинать с нуля. В 8 серии 20 сезона «The Burns and the Bees», миллиардеры, собравшиеся за городом, ночевали в хижинах, над дверями которых были написаны размеры их состояний, на табло хижины Бёрнса сумма росла от «1.800.037.022»

## Критика и отзывы
В 2016 году журнал «Rolling Stone» поместил Бёрнса на 8 позицию в своём списке «40 величайших телевизионных злодеев всех времён».

### В рейтингах
- Монтгомери Бёрнса помещали во все списки самых богатых вымышленных персонажей по версии журнала «Forbes»: в 2002 его состояние журналисты оценили в 1 миллиард долларов и поставили на 11 место.[7] в 2005 году он занял 5 место с состоянием 8,4 миллиарда долларов[8]. В 2006 году его состояние выросло в 2 раза до 16,4 млрд $ и Бёрнс получил 2 место[9]. В 2007 году его финансовые активы снизились и опять стали равны 8,4 миллиарда долларов США, что опустило позицию Бёрнса до 6 места[10]. В 2008 году Бёрнс сильно обеднел, у него было только 996 миллионов $ и только 13 место в рейтинге.[11] В списке 2010 года состояние Монтгомери Бёрнса немного возросло и стало равно 1,3 миллиарда, из-за этого Бёрнс получил 12 место[12]. В 2011 году состояние Бёрнса по оценке «Forbes» составило 1,1 миллиарда, но позиция не изменилась и он так и остался на 12 месте[13]. В 2012 его богатство снова возросло до 1,3 миллиарда долларов, тем не менее Бёрнс потерял одну позицию и стал 13-м в списке.[14] В списке 2013 года Бёрнс поднялся до 10 места, увеличив своё состояние до 1,5 миллиарда.[15] В 2008 году тот же журнал поставил поместье Бёрнса на 3 место в списке самых дорогих домов, оценив его стоимость в 127 миллионов[16].